# Хеди Ламар
Хеди Ламар (на английски: Hedy Lamarr); рождено име Хедвиг Ева Мария Кизлер (на немски: Hedwig Eva Maria Kiesler) е австрийска и американска актриса и изобретателка, легенда на европейското и американско кино. 

## Биография
Докато работят съвместно в Берлин, Макс Рейнхардт я нарича „най-красивата жена в Европа“ поради нейния „поразителен, тъмен, екзотичен вид“, впечатление, споделяно от нейната публика и критици. 
Добива известност с ролята си във филма „Екстаз“ на Густав Махати, в който е заснета да играе изпитваща оргазъм жена, нещо необичайно за консервативните среди от епохата, в която се развива по-голямата част от кариерата ѝ. Сред нейните известни роли са участията ѝ във филмите „Странната жена“, „Жената от тропиците“, „Самсон и Далила“, „Другарят Х“.
Първият ѝ съпруг − Фридрих Мандел, е бил близък с нацисткия режим в Германия и фашисткия режим в Италия. Мандел бил против актьорската кариера на съпругата си и настоявал тя да живее на практика затворена в дома им. При такива условия животът ѝ станал непоносим за нея и тя решава, че трябва да избяга от съпруга си и страната. В автобиографичната си книга „Екстазът и аз“, Ламар разказва, че се преоблича като прислужница и избягва в Париж. Слуховете от епохата били, че една вечер тя настояла пред съпруга си да сложи всичките си бижута на вечеря, след което изчезва. 
Тя избягва в Париж и по-късно заминава за Лондон, където среща Луис Майер, който я убеждава да приеме псевдонима Ламар − дотогава е известна като „Дамата от Екстаз“. Американският ѝ дебют − „Алжир“ с Шарл Боайе, е добре приет от критиката.  Играе в Boom Town (1940 г.) с Кларк Гейбъл и Спенсър Трейси, Comrade X с Гейбъл, White Cargo (1942 г.), и „Тортила Флет“ (1942 г.) с Трейси и Джон Гарфилд. През 1941 г. се снима с Лана Търнър и Джуди Гарланд в Ziegfeld Girl. През 1945 г. напуска Metro-Goldwyn-Mayer. През 1949 г. се снима в „Самсон и Далила“. През 1951 г. се снима в My Favorite Spy с Боб Хоуп. След 1951 г. се появява рядко на екрана.
Биографията ѝ „Екстазът и аз“ излиза през 1967 г. Година по-рано Анди Уорхол прави късометражния филм „Хеди“ (1966 г.)
С талант в областта на точните науки, Хеди Ламар е съавтор (с нейния приятел, композитора Джордж Ентайл) на патент номер 2 292 387 в патентното бюро на САЩ.  Патентът се отнася до техника за разширяване на спектъра и метод със скок на честотата, като замисленото от изобретателите приложение било радиоуправлението на торпеда в американската армия по време на Втората световна война, но тогава патентът не влиза в употреба. Техниките биват въведени през 60-те години, когато патентът на двамата изобретатели вече е изтекъл, но по-късни трудове признават приоритета на Ламар и Ентайл. Методът за комуникации със скок на честотата и разширяване на спектъра намират приложение в комуникациите на космически уреди със Земята, като например GPS системите и комуникациите на космическата совалка, криптираните военни комуникации, а най-скорошното им приложение е в Wi-Fi мрежите за безжичен интернет. За ролята им в развитието на съвременните комуникации Ламар и Ентайл през 1997 г. получават наградата на фондацията „Електронна граница“. Актрисата не присъства на церемонията, но изпраща аудиозапис на приветственото си слово.

## Избрана филмография
| Година | Филм         | Оригинално заглавие | Роля                   | Режисьор       |
| ------ | ------------ | ------------------- | ---------------------- | -------------- |
| 1942   | Тортила Флет | Tortilla Flat       | Долорес Суитис Рамирес | Виктор Флеминг |